# Яроґневиці (Великопольське воєводство)
Яроґневиці (пол. Jarogniewice, нім. Jauernitz) — село в Польщі, у гміні Чемпінь Косцянського повіту Великопольського воєводства.
Населення — 388 осіб (2011).
У 1975-1998 роках село належало до Познанського воєводства.

## Демографія
Демографічна структура станом на 31 березня 2011 року:
|          | Загалом | Допрацездатний вік | Працездатний вік | Постпрацездатний вік |
| -------- | ------- | ------------------ | ---------------- | -------------------- |
| Чоловіки | 195     | 35                 | 127              | 33                   |
| Жінки    | 193     | 34                 | 107              | 52                   |
| Разом    | 388     | 69                 | 234              | 85                   |